# Капустные
Капу́стные, или Капу́стовые, или Бра́ссиковые (лат. Brassicáceae), или Крестоцве́тные (Crucíferae) — семейство двудольных растений из отдела покрытосеменных (цветковых), включающее в себя однолетние и многолетние травы, изредка полукустарники или кустарники.
Объём семейства — 355 родов и более 4 тысяч видов (не считая около 1,5 тысяч таксонов, ожидающих уточнения ботанической классификации). Отличительной особенностью семейства является обилие двулетних монокарпичных (то есть цветущих лишь на последнем году жизни) трав.
Капуста является важнейшим для человека представителем этого семейства.

## Ботаническое описание

Диаграмма цветка капусты

Корневая система стержневая. Встречаются видоизменения корней — корнеплоды (редис, репа).
Листья у капустных простые, с очерёдным расположением, без прилистников. Часто имеется прикорневая розетка листьев (пастушья сумка, арабидопсис). Стебель может быть утолщён и образовывать надземный клубень с листьями (капуста кольраби).
Цветки актиноморфные, реже — зигоморфные, обоеполые, с двойным околоцветником, четырёхчленные, четыре чашелистика, тычинок — шесть. Соцветие — кисть.
Формула цветка: {\displaystyle \ K_{2+2}\;C_{4}\;A_{2+4}\;G_{\underline {(2)}}}.
Тип плода — стручок, реже стручочек.
Часто капустные запасают в вакуолях глюкозинолаты, а в цитоплазме фермент мирозиназу.

## Хозяйственное значение
Хозяйственное значение капустных очень велико. Среди них есть овощи (капуста, репа, редис, редька), масличные растения (рапс, горчица), лекарственные (пастушья сумка), кормовые (турнепс) и пряно-вкусовые растения (горчица, хрен, васаби), также известны декоративные (лунник) и медоносные (рыжик) растения.

## Систематика
Семейство включает 355 родов растений, которые распределены по 45 трибам:
- Aethionemeae
- Alysseae
- Alyssopsidae
- Anastaticeae
- Anchonieae
- Aphragmeae
- Arabideae
- Asteae
- Biscutelleae
- Boechereae
- Brassiceae
- Buniadeae — Свербига
- Calepineae
- Camelineae
- Cardamineae
- Chorisporeae
- Cochlearieae
- Conringieae
- Cremolobeae
- Descurainieae
- Dontostemoneae
- Erysimeae
- Euclidieae
- Eudemeae
- Eutremeae
- Halimolobeae
- Heliophileae
- Hesperideae
- Iberideae
- Isatideae
- Kernereae
- Lepidieae
- Lunarieae
- Megacarpaeeae
- Microlepidieae
- Noccaeeae
- Notothlaspideae
- Oreophytoneae
- Physarieae
- Schizopetaleae
- Sisymbrieae
- Smelowskieae
- Thelypodieae
- Thlaspideae
- Yinshanieae

### Некоторые роды

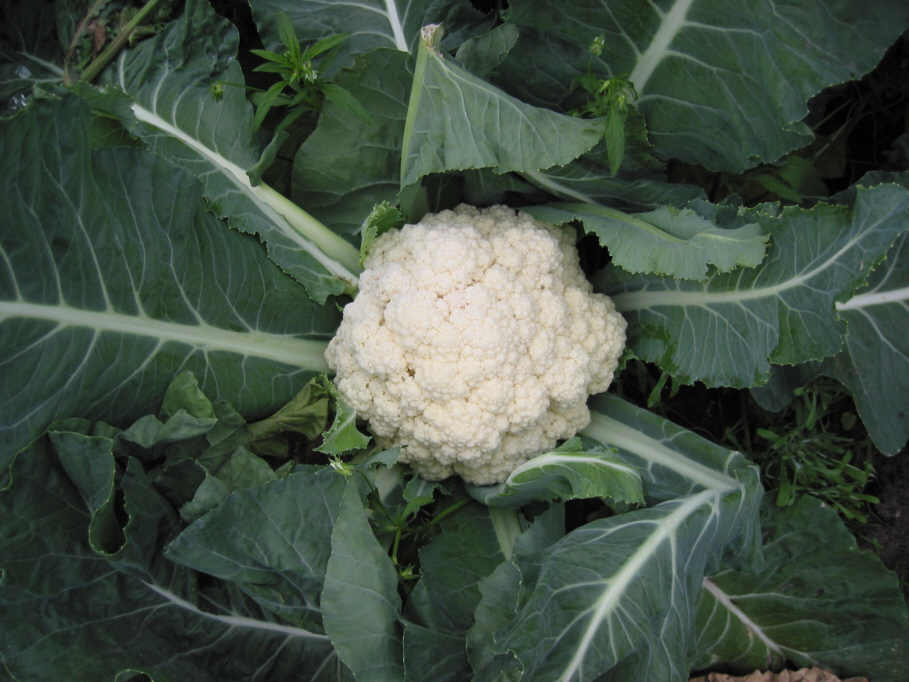
Капуста цветная

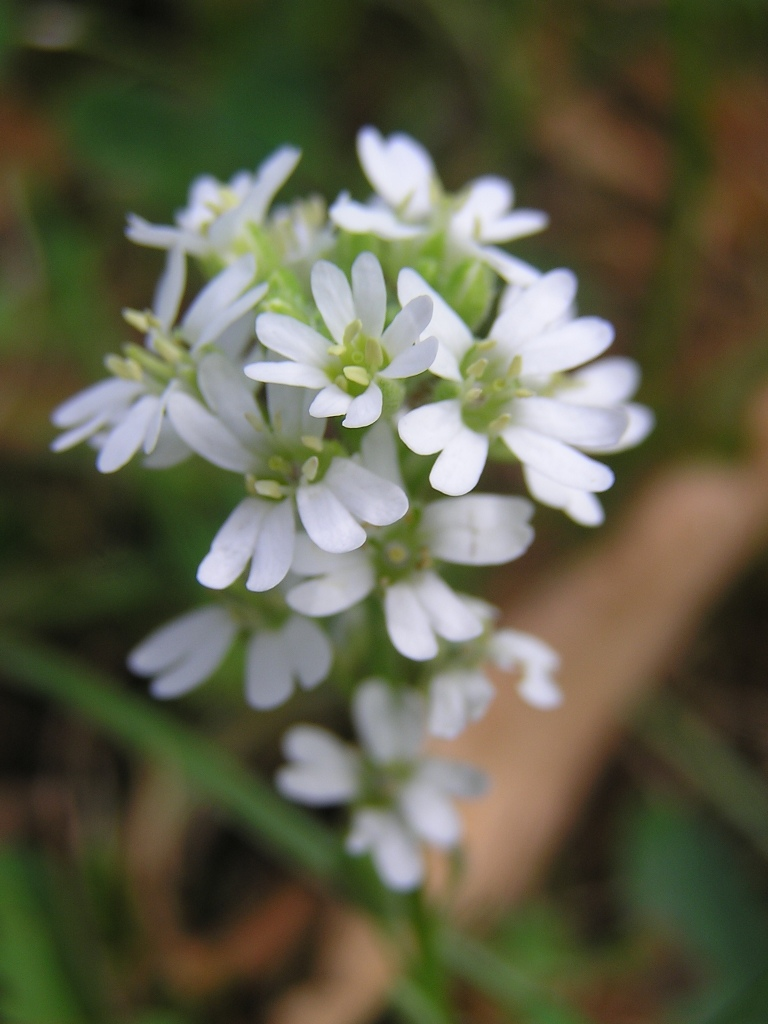
Икотник серый

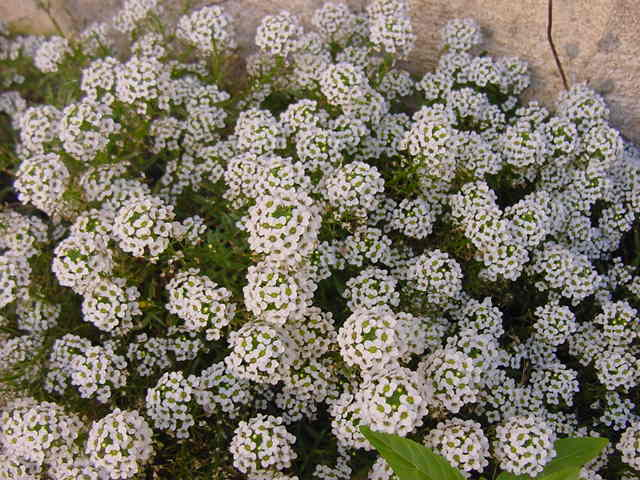
Lobularia maritima

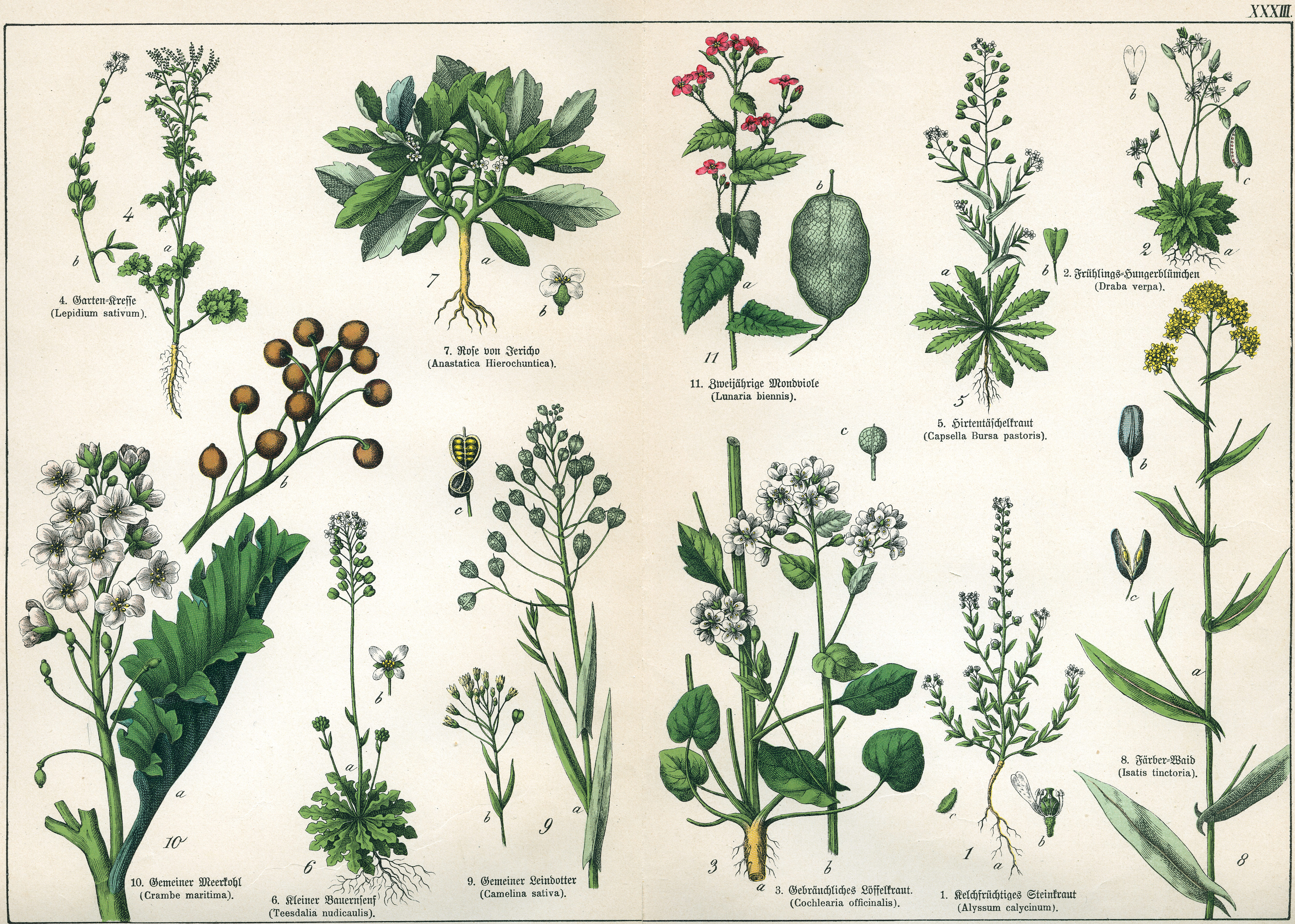
1. Бурачок бурачниковидный (Alyssum alyssoides) 2. Крупка весенняя (Erophila verna) 3. Ложечница лекарственная (Cochlearia officinalis) 4. Кресс-салат (Lepidium sativum) 5. Пастушья сумка обыкновенная (Capsella bursa-pastoris) 6. Тисдалия голостебельная (Teesdalia nudicaulis) 7. Иерихонская роза (Anastatica hierochuntica) 8. Вайда красильная (Isatis tinctoria) 9. Рыжик посевной (Camelina sativa) 10. Катран приморский (Crambe maritima) 11. Лунник однолетний (Lunaria annua)
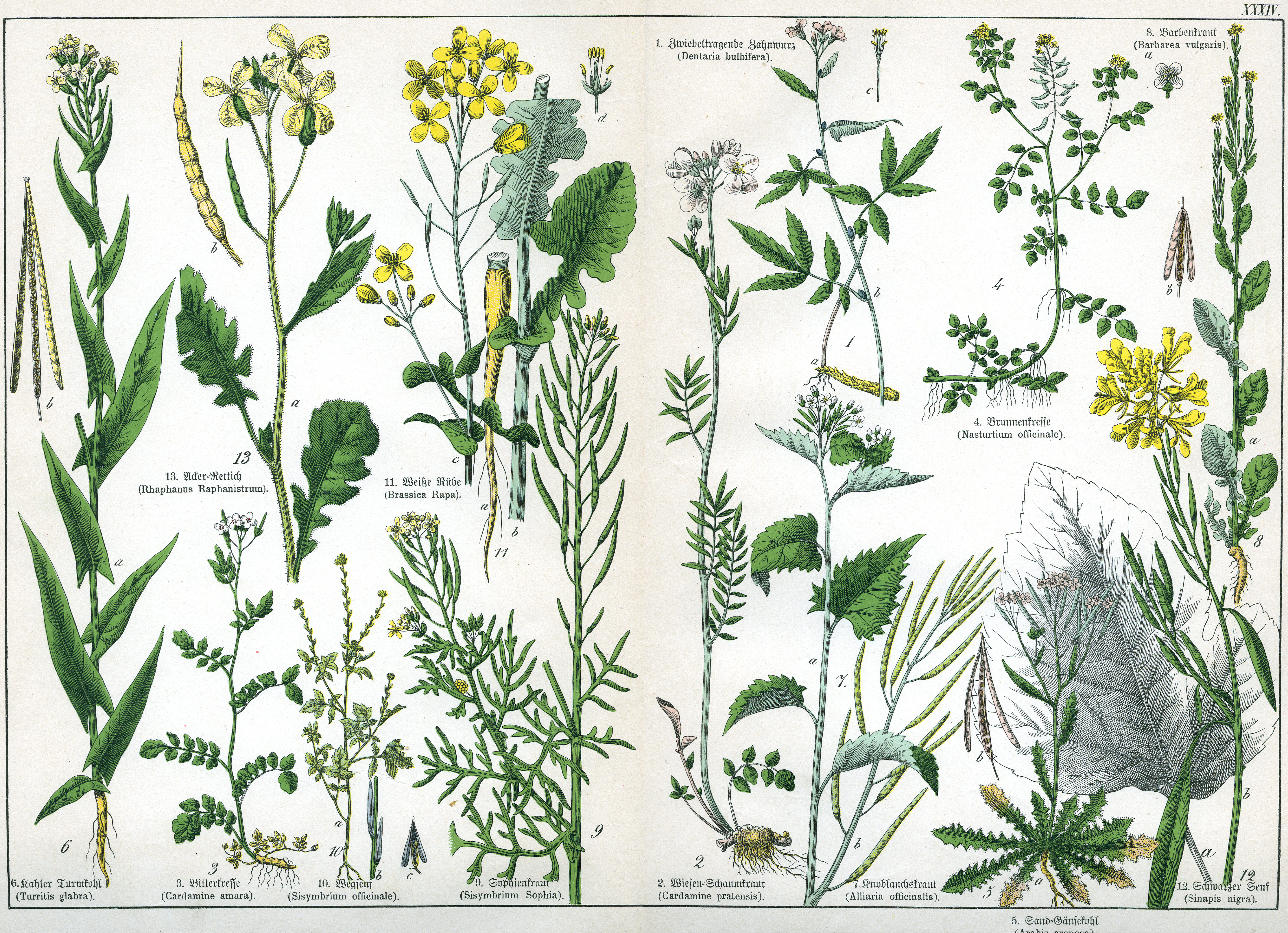
1. Сердечник луковичный (Cardamine bulbifera) 2. Сердечник луговой (Cardamine pratensis) 3. Сердечник горький (Cardamine amara) 4. Жеруха обыкновенная (Nasturtium officinale) 5. Резушка песчаная (Arabidopsis arenosa) 6. Вяжечка голая (Turritis glabra) 7. Чесночница черешчатая (Alliaria petiolata) 8. Сурепка обыкновенная (Barbarea vulgaris) 9. Дескурайния Софии (Descurainia sophia) 10. Гулявник лекарственный (Sisymbrium officinale) 11. Репа (Brassica rapa) 12. Горчица чёрная (Brassica nigra) 13. Редька полевая (Raphanus raphanistrum)

Определённая часть родов широко известна благодаря своим пищевым, кормовым, лекарственным либо декоративным качествам:
- Alyssum L. — Бурачок, или Алиссум
- Arabidopsis (DC.) Heynh. — Резушка
- Arabis L. — Резуха
- Armoracia G.Gaertn., B.Mey. et Scherb. — Хрен
- Barbarea W.T.Aiton — Сурепка, или Сурепица
- Berteroa DC. — Икотник
- Brassica L. — Капуста
- Bunias L. — Свербига, или Сергибус
- Cakile Mill. — Морская горчица
- Camelina Crantz — Рыжик
- Capsella Medik. — Пастушья сумка
- Cardamine L. — Сердечник, или Кардамин (syn. Dentaria L. — Зубянка)
- Cardaria Desv. — Сердечница, или Кардария
- Clausia Korn.-Trotzky — Клаусия
- Cochlearia L. — Ложечница
- Conringia Adans. — Голуха, или Конрингия
- Crambe L. — Катран
- Descurainia Webb et Berth. — Дескурайния, или Декурения, или Кружевница
- Draba L. — Крупка
- Eruca Mill. — Эрука
- Hesperis L. — Вечерница
- Iberis L. — Иберийка
- Lobularia Desv. — Газонница
- Lunaria L. — Лунник
- Matthiola W.T.Aiton — Левкой
- Nasturtium Ait. — Жеруха
- Raphanus L. — Редька
- Rapistrum Crantz — Репник
- Rorippa Scop. — Жерушник
- Sinapis — Горчица
- Sisymbrium L. — Гулявник
- Subularia L. — Шильница
- Thlaspi L. — Ярутка

Ботанические иллюстрации. Капустные в книге Г. фон Шуберта «Naturgeschichte des Pflanzenreichs»
- 1. Бурачок бурачниковидный (Alyssum alyssoides) 
2. Крупка весенняя (Erophila verna) 
3. Ложечница лекарственная (Cochlearia officinalis) 
4. Кресс-салат (Lepidium sativum) 
5. Пастушья сумка обыкновенная (Capsella bursa-pastoris) 
 6. Тисдалия голостебельная (Teesdalia nudicaulis) 
7. Иерихонская роза (Anastatica hierochuntica) 
8. Вайда красильная (Isatis tinctoria) 
9. Рыжик посевной (Camelina sativa) 
10. Катран приморский (Crambe maritima) 
11. Лунник однолетний (Lunaria annua)
- 1. Сердечник луковичный (Cardamine bulbifera) 
2. Сердечник луговой (Cardamine pratensis) 
3. Сердечник горький (Cardamine amara) 
4. Жеруха обыкновенная (Nasturtium officinale) 
5. Резушка песчаная (Arabidopsis arenosa) 
6. Вяжечка голая (Turritis glabra) 
7. Чесночница черешчатая (Alliaria petiolata) 
8. Сурепка обыкновенная (Barbarea vulgaris) 
9. Дескурайния Софии (Descurainia sophia) 
10. Гулявник лекарственный (Sisymbrium officinale) 
11. Репа (Brassica rapa) 
12. Горчица чёрная (Brassica nigra) 
13. Редька полевая (Raphanus raphanistrum)